# Catarina Costa
Catarina Costa, född 21 juni 1996, är en portugisisk judoutövare.

## Karriär
Costa tävlade för Portugal vid olympiska sommarspelen 2020 i Tokyo. Hon besegrade Aisha Gurbanli i den första omgången i extra lättvikt och därefter Li Yanan i den andra omgången. Costa förlorade i kvartsfinalen mot Daria Bilodid och fick möta Paula Pareto i återkvalet, där det blev vinst. Hon mötte därefter Urantsetseg Munkhbat i en match om bronsmedalj som dock slutade med förlust för Costa.